# Burg Honstetten
Die Burg Honstetten, auch Spicher, Spiecher (alemannisch für Speicher) oder Alter Turm genannt, ist die erhaltene Turmburg auf einem 600 m ü. NN hohen Hügel in der Mitte von Honstetten, einem Ortsteil der Gemeinde Eigeltingen im Landkreis Konstanz in Baden-Württemberg.

## Geschichte
Der vermutlich um die Wende vom 11. zum 12. Jahrhundert erbaute und gut erhaltene Burgturm wurde 1429 urkundlich erwähnt. Er soll zu einem unbekannten Zeitpunkt in Besitz des Hauses Fürstenberg gewesen sein. Er diente als Wehr- und Wohnturm sowie als Speicher. 1902 ging der Spicher an die Gemeinde Honstetten und schließlich in Landesbesitz über. Seit 1992 befindet sich der Spicher wieder in Privatbesitz.

## Baubeschreibung
Der dreigeschossige Turm ist der Rest eines befestigten Herrschaftssitzes. Er hat eine Höhe von 15,5 Meter und eine Grundfläche von neun mal sieben Meter. Sein hölzerner und überdachter Hocheingang ist noch erhalten. An der Nordseite ist die Vermauerung am Satteldach auffällig. Sie deutet darauf hin, dass der Burgturm einst mit einem Tonnen- oder Spitzbogentonnendach bedeckt war. Vermauerte Schießscharten sind noch sichtbar. Im Erdgeschoss befinden sich noch sichtbare Balkenlöcher einer Außenkonstruktion. Die vermauerten unregelmäßig geformten, aber meist rechteckigen Außensteine weisen keine Buckelquaderung auf.

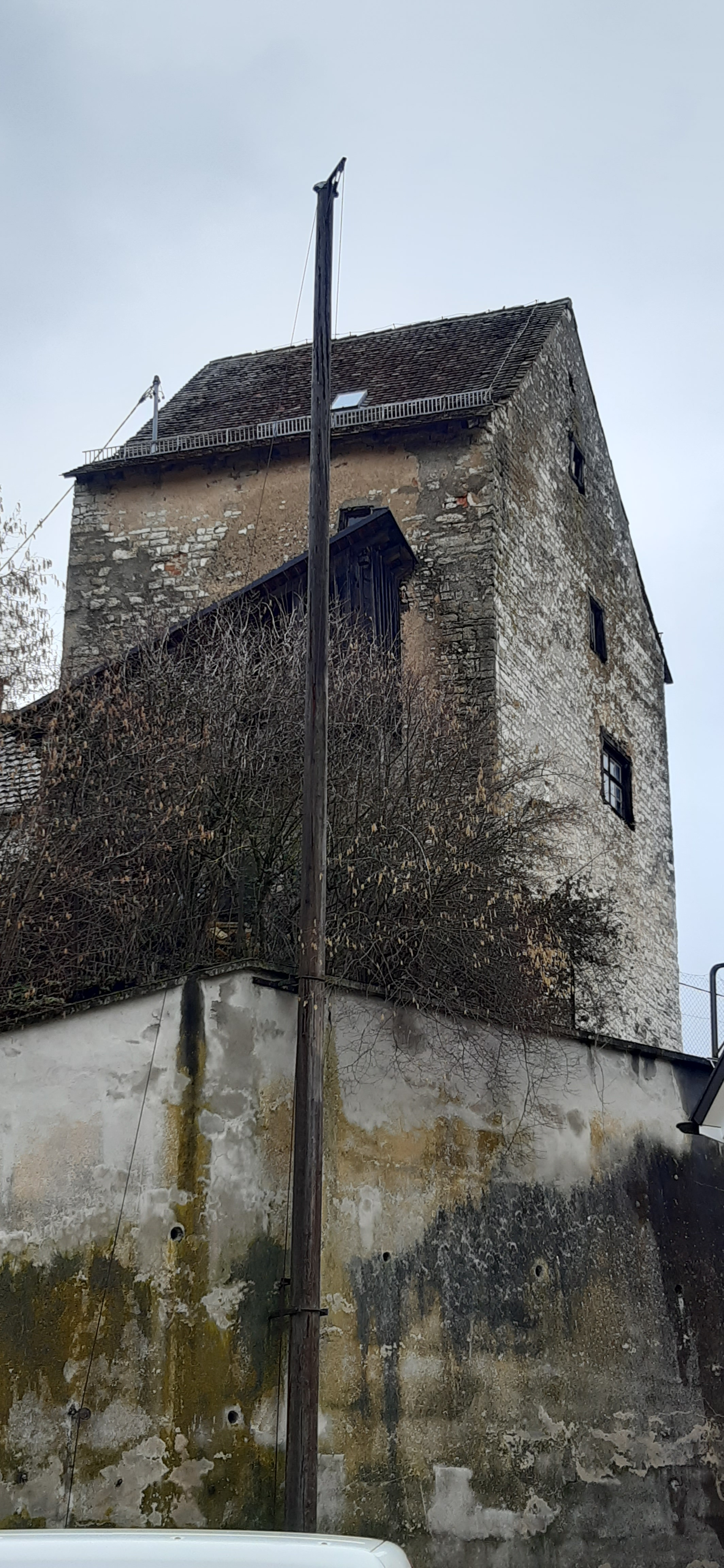
Südwesten; mit überdachtem Hocheingang
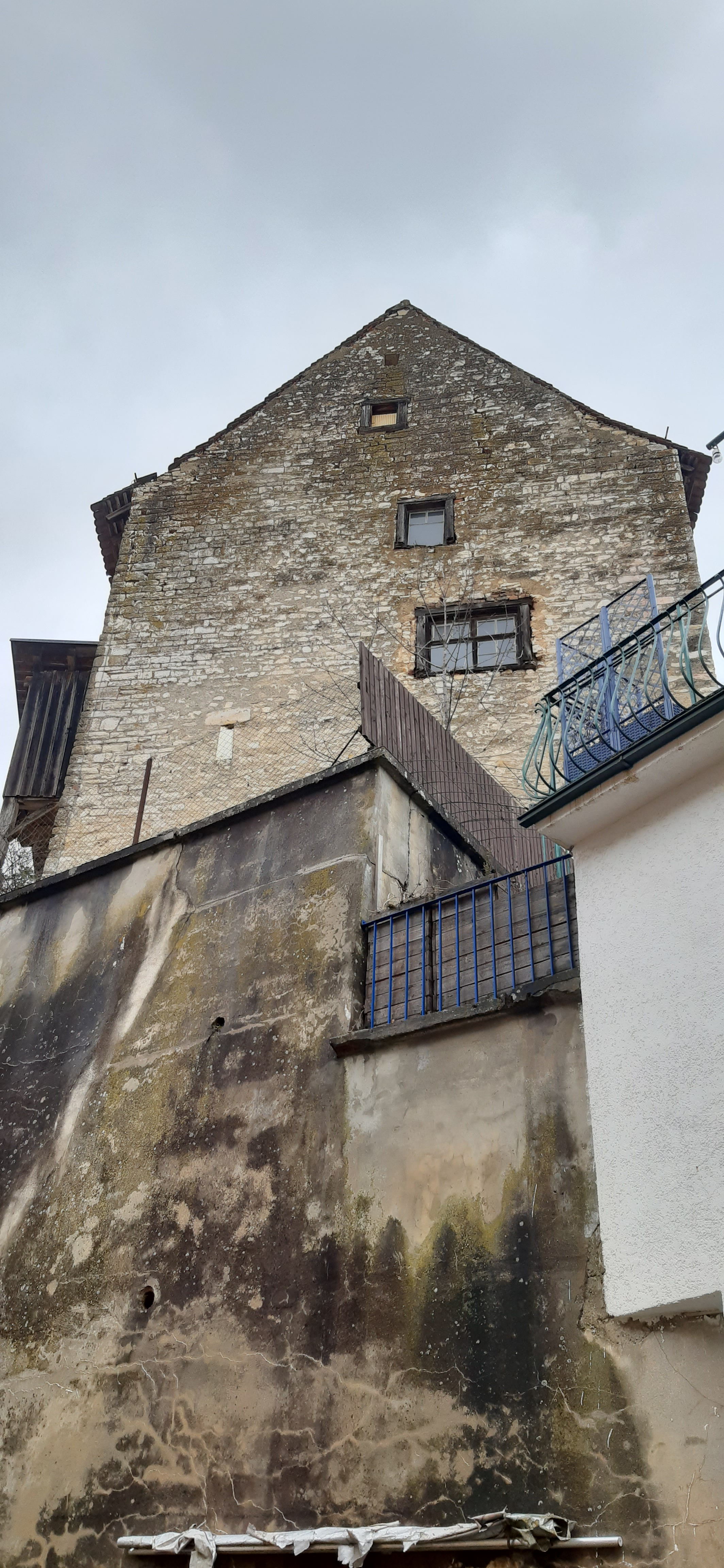
Steile Südseite mit vermauertem Schlüsselloch
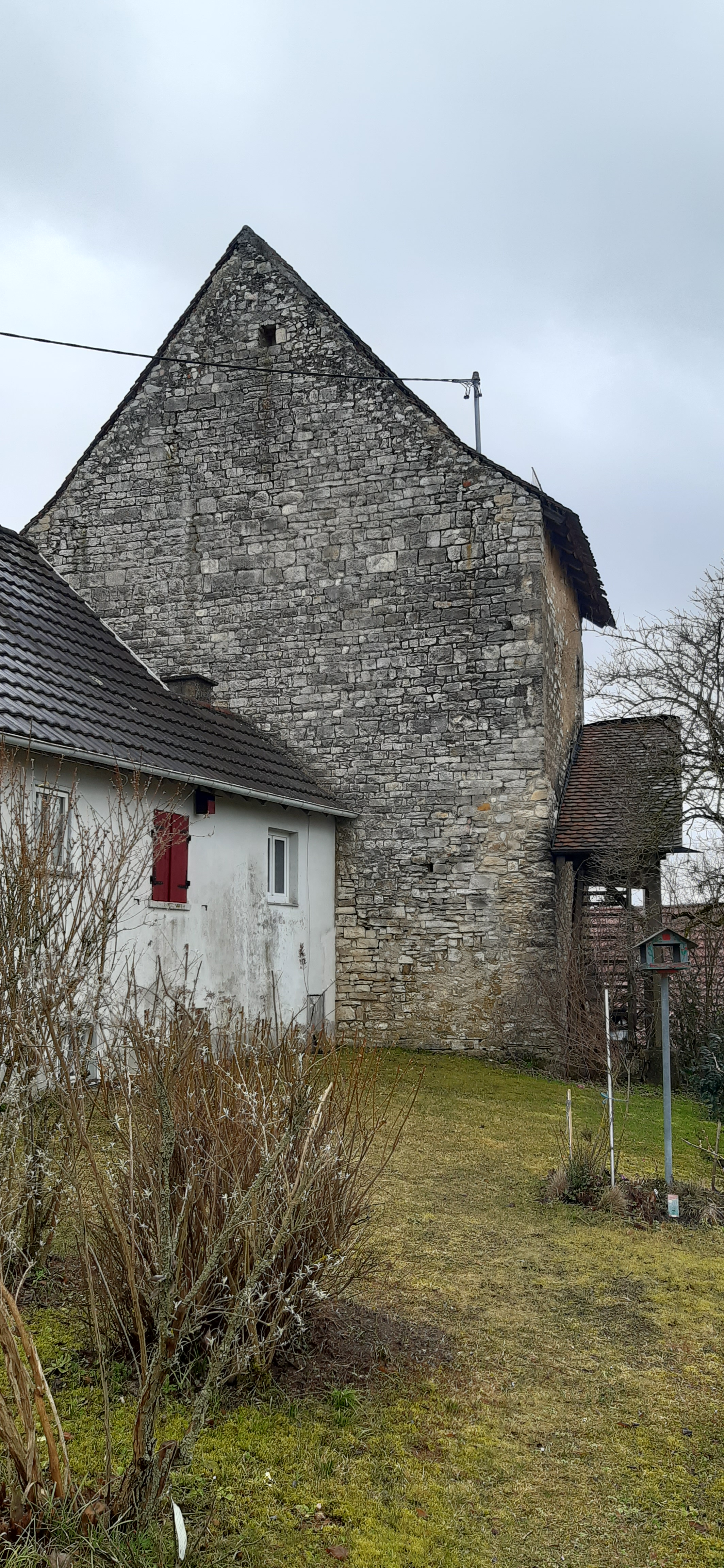
Nordseite mit äußerem Zugang